# طور الضبدة (طور الباحة)

تعديل مصدري - تعديل

طور الضبدة هي إحدى قرى عزلة طور الباحة بمديرية طور الباحة التابعة لمحافظة لحج، بلغ تعداد سكانها 188 نسمة حسب تعداد اليمن لعام 2004.